# Ridgeland (Mississippi)
Pour les articles homonymes, voir Ridgeland.
La ville de Ridgeland est située dans le comté de Madison, dans l’État du Mississippi, aux États-Unis. Sa population s’élevait à 24 047 habitants lors du recensement de 2010, estimée à 24 188 habitants en 2018. 
Elle est traversée par les Interstate highways I-55 et I-220 et l'U.S. Route 51.

## Source
- (en) Cet article est partiellement ou en totalité issu de l’article de Wikipédia en anglais intitulé « Ridgeland, Mississippi » (voir la liste des auteurs).

1. ↑  « Population and Housing Unit Estimates » (consulté le 26 juillet 2019)
2. ↑  Bureau du recensement des États-Unis, « Census of Population and Housing » [archive du 26 avril 2015] (consulté le 5 février 2014)
3. ↑  « Annual Estimates of the Resident Population: April 1, 2010 to July 1, 2015 » (consulté le 6 juillet 2016)